# Colonie de la Couronne
Ne doit pas être confondu avec dépendances de la Couronne ou territoires britanniques d'outre-mer.

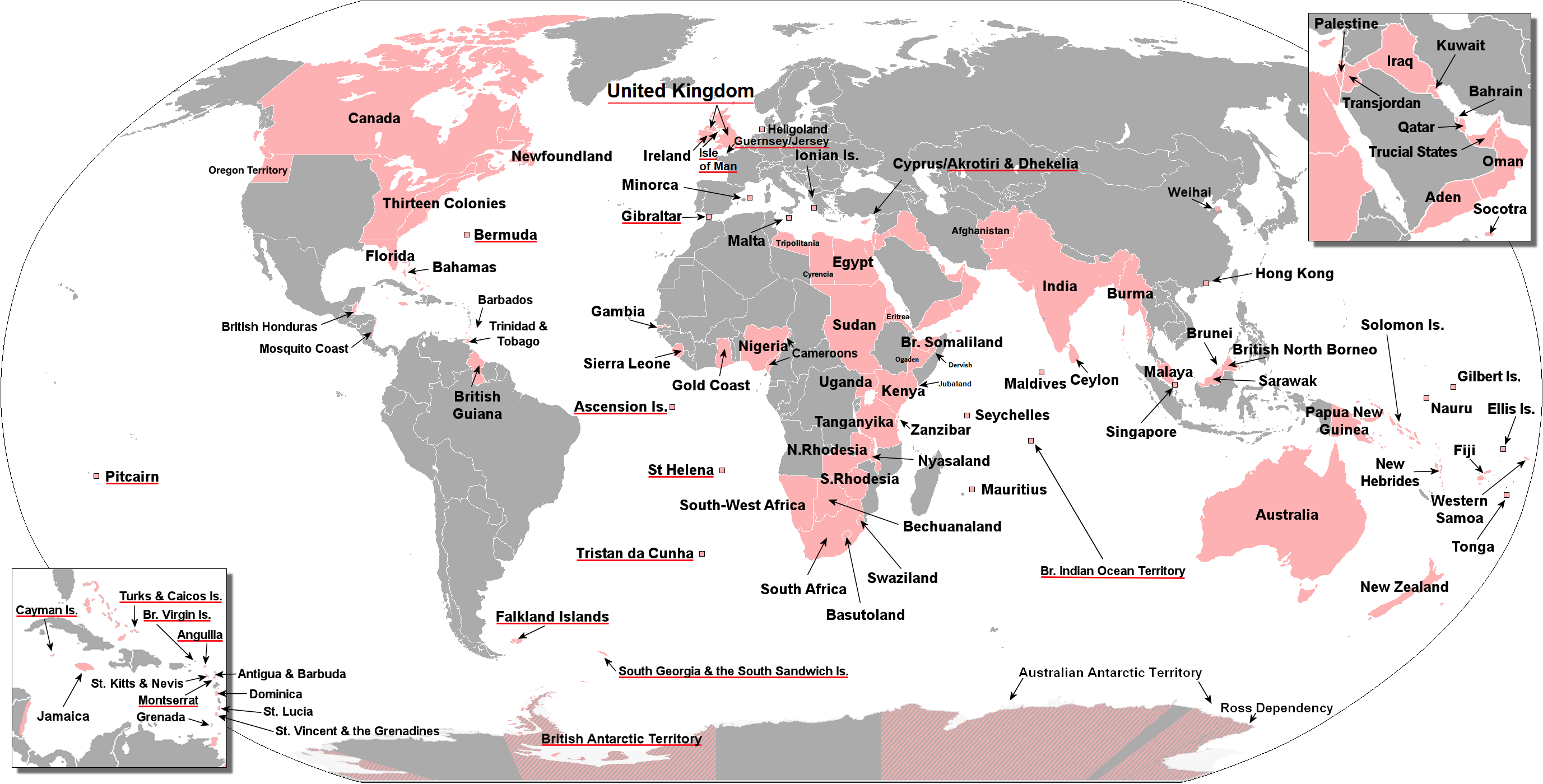
Carte de l'Empire britannique.

Une colonie de la Couronne (anglais : Crown colony), aussi appelée au XVIIe siècle colonie royale (anglais : Royal colony), est un type d'administration coloniale de l'Empire anglais et plus tard l'Empire britannique.
Ces colonies étaient gouvernées par un gouverneur nommé par le monarque et plus tard par le secrétaire d'État aux Colonies.
Les colonies de la Couronne ont été renommées territoires dépendants de la Grande-Bretagne en 1981 et, depuis 2002, elles sont officiellement connues sous le nom de territoire britannique d'outre-mer.
Pour une liste de pays ayant été des colonies de la Couronne ou dont le territoire inclut d'anciennes colonies, se reporter au Commonwealth. De nombreux pays faisant partie du Commonwealth étaient sous protectorat britannique plutôt que des colonies à proprement parler, telles que Brunei. Certaines nations étaient auparavant administrées par d'autres pays faisant aujourd'hui partie du Commonwealth, telles que les Îles Samoa (administré par la Nouvelle-Zélande), la Papouasie-Nouvelle-Guinée (par l'Australie) et la Namibie (par l'Afrique du Sud), alors que le Mozambique est une ancienne colonie portugaise.
Les colonies qui ne se joignirent pas au Commonwealth sont la Birmanie, Aden (qui fait désormais partie du Yémen) et les treize premières colonies des États-Unis d'Amérique. Le Zimbabwe, ancienne colonie de la Couronne, fut autrefois un membre du Commonwealth, mais s'en est retiré depuis.
Dans certains cas relativement rares, une ancienne colonie n'obtint pas l'indépendance, mais vit sa souveraineté transférée à une autre nation. La Côte des Mosquitos fut cédée au Nicaragua à la suite du traité de Managua de 1860 ; la République des îles Ioniennes, donnée à la Grande-Bretagne en 1815, fut cédée à la Grèce nouvellement indépendante en 1864 ; et, plus récemment, Hong Kong fut rétrocédée à la Chine le 1er juillet 1997 à la suite d'une déclaration commune sino-britannique.